# Isabella di Valois
Isabella di Valois (Castello di Vincennes, 1º ottobre 1348 – Pavia, 11 settembre 1372) è stata una principessa francese, membro della casata dei Valois, nonché moglie di Gian Galeazzo Visconti, che dopo la morte di lei ottenne il titolo di Duca di Milano.

## Biografia

### Infanzia
Era l'ultima figlia che Giovanni II di Francia ebbe dalla prima moglie Bona di Lussemburgo. Ad un anno di età rimase orfana della madre, morta a causa della peste.

### Matrimonio
Il conte Amedeo VI di Savoia, le organizzò il matrimonio col nipote Gian Galeazzo Visconti, figlio di Galeazzo II Visconti, signore di Milano e di sua sorella Bianca di Savoia. Il matrimonio fu fortemente voluto dai Valois, che si trovavano economicamente in crisi in quel tempo a causa della Guerra dei Cent'anni. Come sua dote, Isabella ricevette la contea di Sommières, scambiata in seguito per la contea di Vertus eretta da Giovanni II di Francia dalle signorie di Vertus, Rosnay, Moymer e Ferté-sur-Aube. L'8 ottobre 1360 Isabella, di dodici anni, e Gian Galeazzo, che ne doveva compiere nove, si sposarono a Milano e sei mesi dopo, nell'aprile 1361, fu dichiarata Contessa sovrana di Vertus.
Per gli sposi si dice che il Petrarca avrebbe coniato il motto À Bon Droyt. Il motto, assieme a tre spade incrociate, compare su una carta del più antico mazzo di tarocchi finora ritrovato, opera di Bonifacio Bembo.

### Morte
In seguito alle conseguenze dell'ultimo parto, Isabella morì l'11 settembre 1372 e venne sepolta, insieme al figlio Carlo, nella chiesa di San Francesco a Pavia.
Gian Galeazzo si risposò con sua cugina Caterina Visconti, figlia di Bernabò Visconti; lo stesso giorno morì Azzone. La piccola Valentina, rimasta orfana anche lei ad un anno, fu cresciuta dalla nonna Bianca di Savoia a Pavia.
Da Caterina, Gian Galeazzo ebbe altri due figli maschi.

## Discendenza
Isabella mise al mondo quattro figli
- Gian Galeazzo (4 marzo 1366-1374);
- Azzone (1368-1380);
- Valentina (Milano, 1371-Château de Blois, 1408), che sposò Luigi di Valois, duca di Orléans, suo cugino di primo grado.
- Carlo (1372).

## Ascendenza
|                           |                           |                           | Genitori               |  |  | Nonni |  |  | Bisnonni        |  |  | Trisnonni              |  |
|                           |                           |                           |                        |  |  |       |  |  | Carlo di Valois |  |  | Filippo III di Francia |  |
|                           |                           |                           |                        |  |  |       |  |  | Carlo di Valois |  |  | Filippo III di Francia |  |
|                           |                           | Isabella d'Aragona        |                        |  |  |       |  |  | Carlo di Valois |  |  |                        |  |
| Filippo VI di Francia     |                           |                           |                        |  |  |       |  |  | Carlo di Valois |  |  |                        |  |
|                           |                           | Margherita d'Angiò        | Carlo II d'Angiò       |  |  |       |  |  |                 |  |  |                        |  |
|                           |                           | Margherita d'Angiò        | Carlo II d'Angiò       |  |  |       |  |  |                 |  |  |                        |  |
|                           |                           | Margherita d'Angiò        | Maria d'Ungheria       |  |  |       |  |  |                 |  |  |                        |  |
| Giovanni II di Francia    |                           | Margherita d'Angiò        |                        |  |  |       |  |  |                 |  |  |                        |  |
|                           |                           | Roberto II di Borgogna    | Ugo IV di Borgogna     |  |  |       |  |  |                 |  |  |                        |  |
|                           |                           | Roberto II di Borgogna    | Ugo IV di Borgogna     |  |  |       |  |  |                 |  |  |                        |  |
|                           |                           | Roberto II di Borgogna    | Yolanda di Dreux       |  |  |       |  |  |                 |  |  |                        |  |
| Giovanna di Borgogna      |                           | Roberto II di Borgogna    |                        |  |  |       |  |  |                 |  |  |                        |  |
|                           |                           | Agnese di Francia         | Luigi IX di Francia    |  |  |       |  |  |                 |  |  |                        |  |
|                           |                           | Agnese di Francia         | Luigi IX di Francia    |  |  |       |  |  |                 |  |  |                        |  |
|                           |                           | Agnese di Francia         | Margherita di Provenza |  |  |       |  |  |                 |  |  |                        |  |
| Isabella di Valois        |                           | Agnese di Francia         |                        |  |  |       |  |  |                 |  |  |                        |  |
|                           | Enrico VII di Lussemburgo | Enrico VI di Lussemburgo  |                        |  |  |       |  |  |                 |  |  |                        |  |
|                           | Enrico VII di Lussemburgo | Enrico VI di Lussemburgo  |                        |  |  |       |  |  |                 |  |  |                        |  |
|                           | Enrico VII di Lussemburgo | Beatrice d'Avesnes        |                        |  |  |       |  |  |                 |  |  |                        |  |
| Giovanni I di Lussemburgo | Enrico VII di Lussemburgo |                           |                        |  |  |       |  |  |                 |  |  |                        |  |
|                           |                           | Margherita di Lussemburgo | Giovanni di Brabante   |  |  |       |  |  |                 |  |  |                        |  |
|                           |                           | Margherita di Lussemburgo | Giovanni di Brabante   |  |  |       |  |  |                 |  |  |                        |  |
|                           |                           | Margherita di Lussemburgo | Margherita di Fiandra  |  |  |       |  |  |                 |  |  |                        |  |
| Bona di Lussemburgo       |                           | Margherita di Lussemburgo |                        |  |  |       |  |  |                 |  |  |                        |  |
|                           |                           | Venceslao II di Boemia    | Ottocaro II di Boemia  |  |  |       |  |  |                 |  |  |                        |  |
|                           |                           | Venceslao II di Boemia    | Ottocaro II di Boemia  |  |  |       |  |  |                 |  |  |                        |  |
|                           |                           | Venceslao II di Boemia    | Cunegonda di Kiev      |  |  |       |  |  |                 |  |  |                        |  |
| Elisabetta di Boemia      |                           | Venceslao II di Boemia    |                        |  |  |       |  |  |                 |  |  |                        |  |
|                           |                           | Giuditta di Asburgo       | Rodolfo I d'Asburgo    |  |  |       |  |  |                 |  |  |                        |  |
|                           |                           | Giuditta di Asburgo       | Rodolfo I d'Asburgo    |  |  |       |  |  |                 |  |  |                        |  |
|                           |                           | Giuditta di Asburgo       | Gertrude di Hohenberg  |  |  |       |  |  |                 |  |  |                        |  |
|                           |                           | Giuditta di Asburgo       |                        |  |  |       |  |  |                 |  |  |                        |  |